# بندینی (فیلم)
بندینی (به هندی: Bandini) فیلمی محصول سال ۱۹۶۳ و به کارگردانی بیمال روی است. در این فیلم بازیگرانی همچون نوتان، آشوک کومار، درمندرا، افتخار ایفای نقش کرده‌اند.